# Markiwka
Markiwka – osiedle typu miejskiego w obwodzie ługańskim na Ukrainie, siedziba władz rejonu markiwskiego.
Miejscowość powstała w 1703. Od 1797 była slobodą w ujezdzie Starobielsk w guberni charkowskiej. W 1931 roku zaczęto wydawać w niej gazetę. Od 1960 roku jest osiedlem typu miejskiego. W 1989 miejscowość liczyła 7830 mieszkańców, a w 2013 zamieszkiwało ją 6247 osób.